# Saint-Salvadour
Saint-Salvadour è un comune francese di 302 abitanti situato nel dipartimento della Corrèze nella regione della Nuova Aquitania.

## Società

### Evoluzione demografica
Abitanti censiti